# Eugen Rückle
Eugen Rückle (* 20. Juli 1876 in Barmen (heute Stadtteil von Wuppertal); † 15. September 1950 in Unkel) war ein deutscher Architekt und kommunaler Baubeamter. Viele seiner Bauwerke sind als Baudenkmale geschützt.

## Leben und Wirken
Am 16. Juni 1902 trat Rückle in den Dienst der Stadt Barmen ein. Am 4. August 1911 erfolgte seine Ernennung zum Stadtarchitekten mit Beamteneigenschaft. Unter der Leitung von Stadtbauinspektor Paul Freygang war er zugleich mit seinen Kollegen Julius Dicke, Wilhelm Huxhold und Richard Fischer mit zahlreichen städtischen Hochbauvorhaben betraut. Die Beteiligung an der Bauleitung des Rathauses in Barmen unterbrach er 1915, als er als Soldat am Ersten Weltkrieg teilnahm. Ab 1924 wurde er zum Stadtbaudirektor ernannt und blieb in diesem Amt bis zu seiner freiwilligen Pensionierung am 1. Juli 1934. Ab 1935 wirkte er als selbständiger Architekt, von November 1937 bis Februar 1945 arbeitete er als Büroleiter bei Peter Klotzbach.
Rückle starb während einer Reise in Unkel. Er bewohnte das heute unter Denkmalschutz stehende Haus Am Nordpark 8. Sein Sohn Wolf Rückle (* 1908) war ebenfalls Architekt in Wuppertal.

## Bauten (Auswahl)
- 1902–1903: Reform-Realgymnasium Sedanstraße in Barmen (zusammen mit Peter Klotzbach als Mitarbeiter unter Stadtbauinspektor Paul Freygang bzw. Stadtbaurat Carl Winchenbach)[3]
- 1907–1911: Barmer Krankenanstalten (heute Helios Klinikum Wuppertal) in Barmen, Heusnerstraße[1]
- 1912–1915: Neubau des Barmer Rathauses in Barmen (Beteiligung an der Bauleitung; Entwurf von Karl Roth)[1]

Ab 1919 widmete sich Rückle dem Wohnungsbau; er war an zahlreichen Siedlungen und Stadtvierteln beteiligt, unter anderem an der Siedlung Sedansberg, der Siedlung Waldhof (1928), der Siedlung Nächstebreck, der Notsiedlung Auf dem Brahm (1926), der Siedlung Werloh, der Siedlung Clausen und an weiteren städtischen Gebäuden
- 1924–1925: Siedlung Am Nordpark (20 Einfamilienwohnhäuser und Doppelwohnhäuser) im Auftrag der Stadt Barmen[1]
- 1925–1926: Planetarium in Barmen (Entwurf unter Stadtbaurat Heinrich Köhler[1]; 1943 zerstört)
- 1929–0000: architektonische Gestaltung des Kriegerehrenmals in Wuppertal-Beyenburg (künstlerische Ausarbeitung durch den Elberfelder Maler Erich Cleff[1]; nicht erhalten; 1962 erneuert)
- 1930–0000: Sänger-Gedenkstein in Wuppertal-Barmen[1] (1943 zerstört)
- 1931–1932: Siedlung Am Timpen für die Baugenossenschaft der Kinderreichen in Wuppertal-Langerfeld (12 Dreifamilienwohnhäuser)[1]

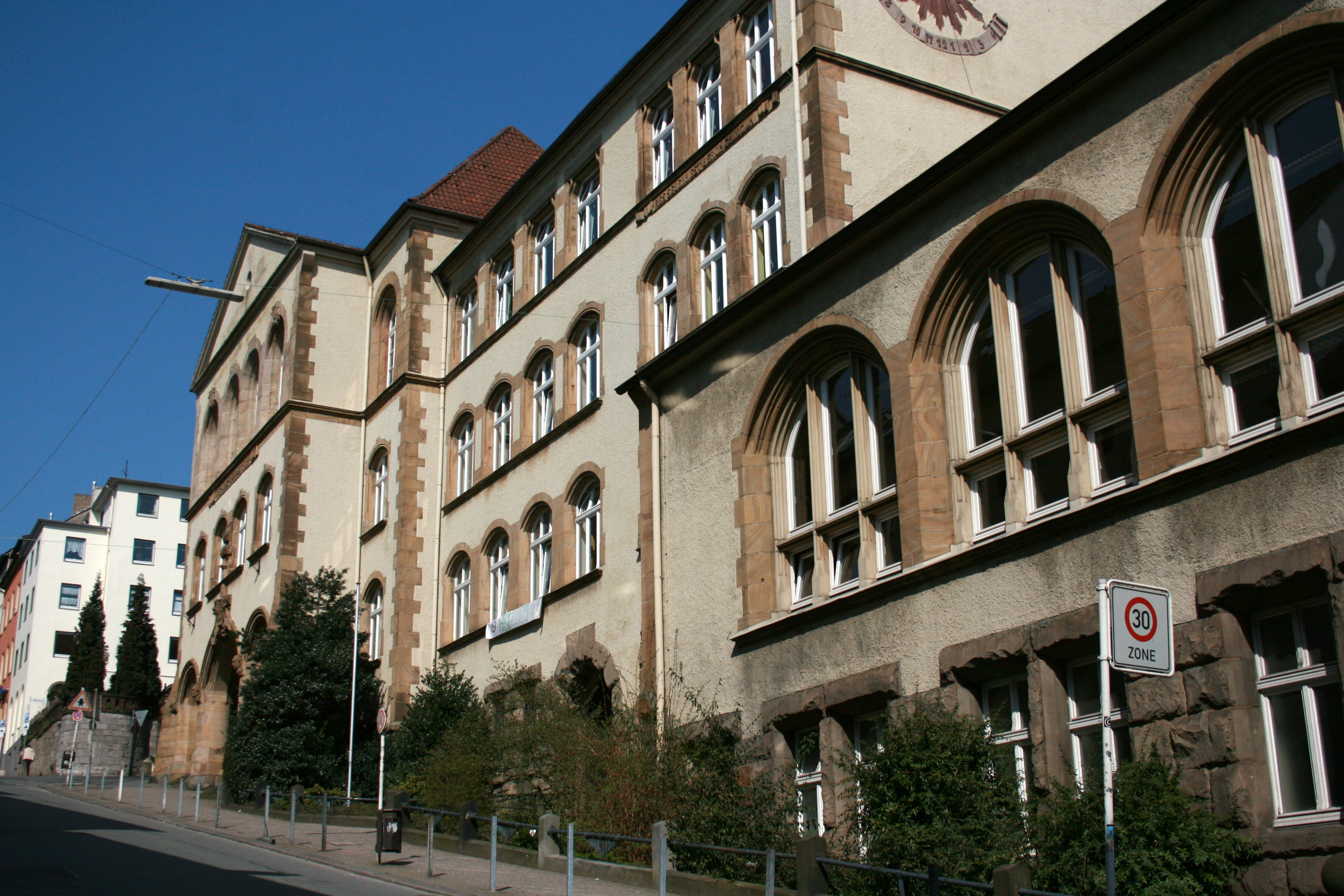
Realgymnasium Sedanstraße
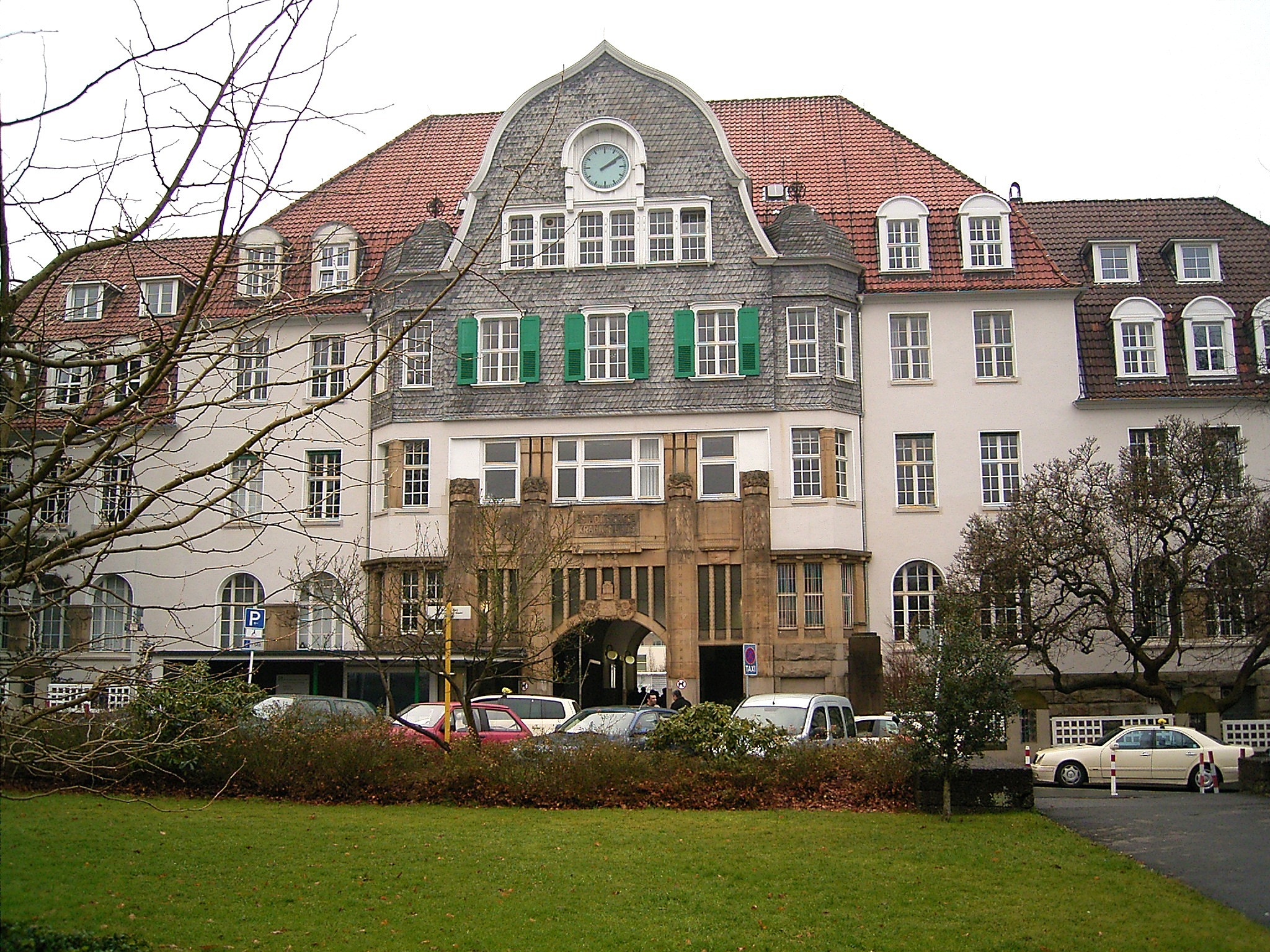
Barmer Krankenanstalten
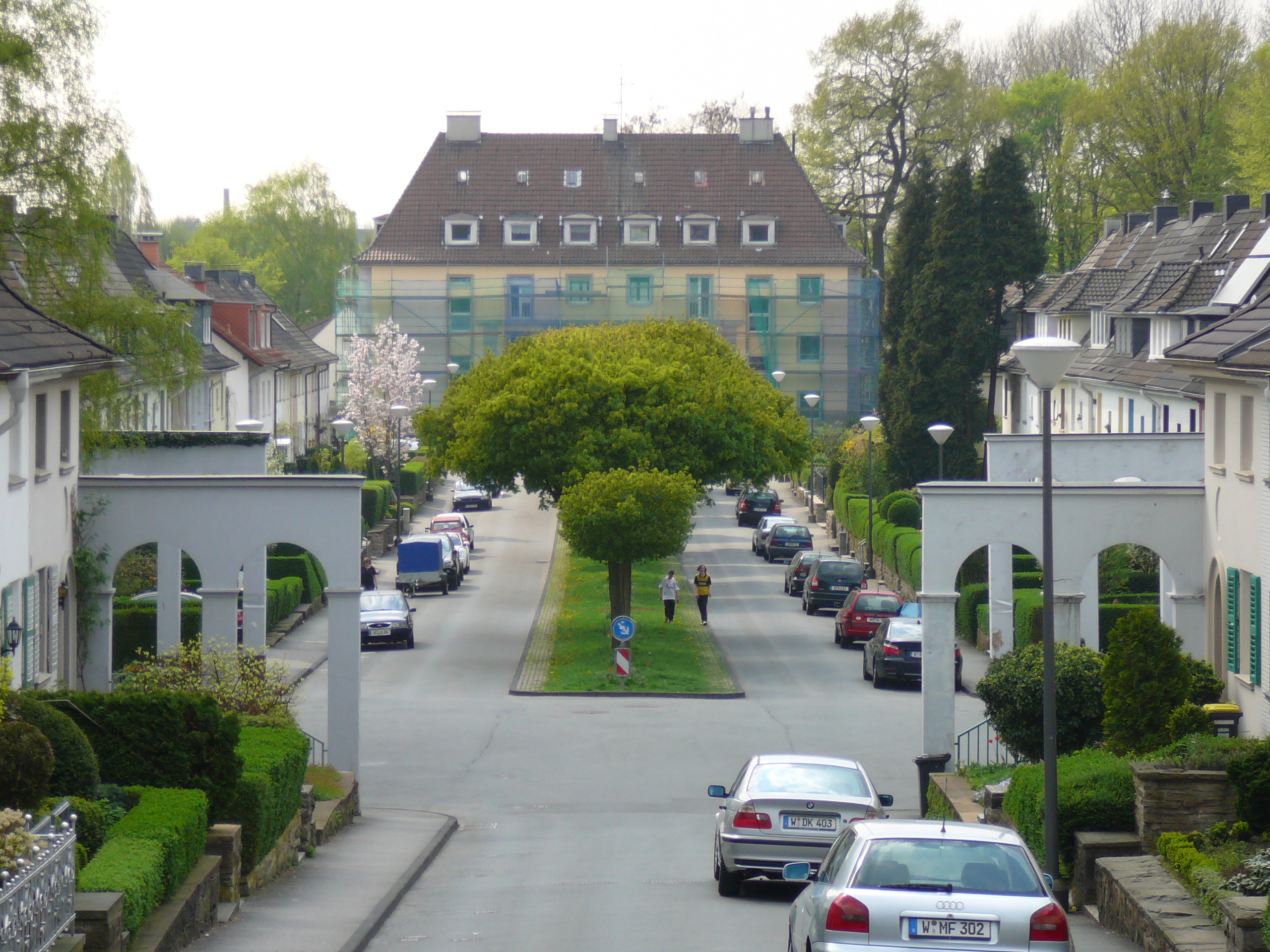
Siedlung Waldhof
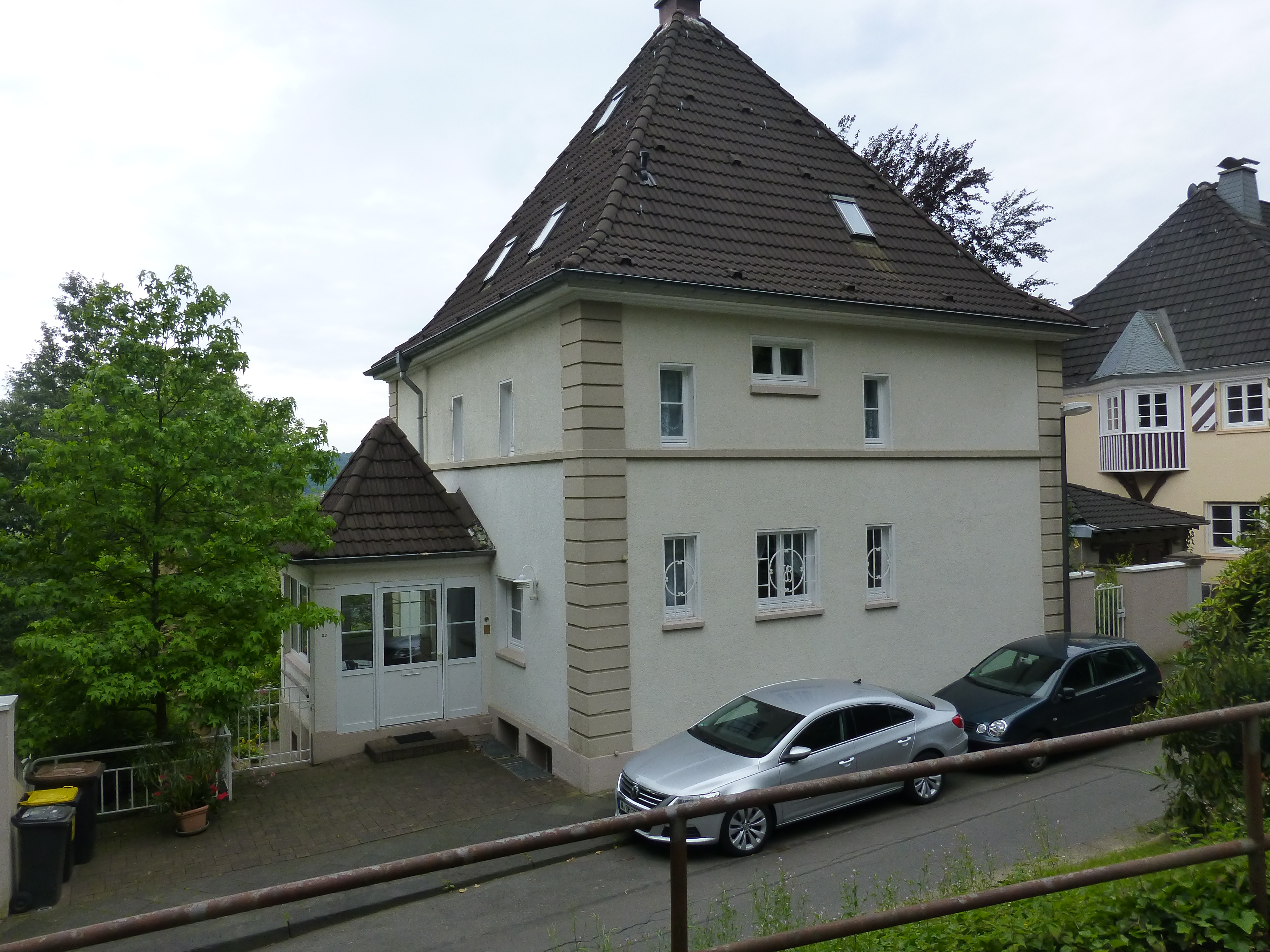
Wohnkolonie Am Nordpark